# 厄内斯特·兰格林
厄内斯特·兰格林他获得了牙买加勋章（Order of Jamaica，OJ）和卓越勋章（Order of Distinction，OD）等荣誉称号。是牙买加的吉他手和作曲家。他在担任录音室吉他手和音乐总监期间，为包括Studio One唱片公司和Island 唱片公司在内的多家牙买加唱片公司工作，从而建立了自己的职业生涯。兰格林参与了许多早期斯卡音乐的吉他录制，并帮助确立了这一风格中具有代表性的节奏吉他演奏方式。

他曾与西奥菲勒斯·贝克福德、吉米·克里夫、蒙蒂·亚历山大、普林斯·巴斯特、斯卡塔莱茨乐队、鲍勃·马利和埃里克·迪恩斯管弦乐团合作。
兰格林以其融合爵士乐、门托和雷鬼音乐的和弦与节奏方法而闻名，他的吉他独奏具有强烈的打击感，并结合了节奏蓝调与爵士音调的特色。

## 早年生活
厄内斯特·兰格林出生于牙买加曼彻斯特。他的家庭随后搬迁至金斯敦，他在当地就读于普罗维登斯小学、金斯敦高级中学和博丁学院。兰格林最初接触音乐，是受到两位弹吉他的叔叔的影响。
他最初是自学吉他，之后在一位名叫汤米·汤林斯（Tommy Tomlins）的小提琴手指导下学习了视谱演奏。在15岁时，兰格林加入了瓦尔·贝内特（Val Bennett）管弦乐团，随后又在埃里克·迪恩斯（Eric Deans）管弦乐团中任职。在本地与这些乐团演出期间，兰格林结识了爵士钢琴家蒙蒂·亚历山大（Monty Alexander），两人建立了终生友谊，并进行了多次音乐合作。

## 职业生涯
在1950年代期间，朗林曾为卡里普索和门托音乐录制吉他，其中一些作品是为旅游市场而录制的。1958年的专辑《《威格勒斯在阿拉瓦克演唱卡利普索》（The Wrigglers Sing Calypso at the Arawak）以及《牙买加——阳光下的奇妙之岛：丹齐尔·莱恩与威格勒斯再度献唱》（Jamaica Fabulous Island in the Sun – Denzil Laing and the Wrigglers Sing Again，编号：Kalypso FR 1002）是在联邦录音室（Federal Studio）录制的，代表了牙买加乐队在酒店中表演的典型卡里普索歌舞秀风格（这两张原始专辑中的部分曲目被收录在2010年发行的 CD《牙买加 - 门托 1951–1958 》中。
他在1958年至1965年期间受雇于牙买加广播公司（JBC）担任吉他手，公共广播（广播服务最早于1939年11月开始）于1959年开始，而电视广播则于1963年启动。
兰格林也曾参与克卢特·约翰逊的录音室乐队 Clue J and the Blues Blasters 的演奏；他在 Federal Studios 为Coxsone Dodd录制了多首曲目，其中包括Theophilus Beckford的热门歌曲《Easy Snapping》（1956年录制，1959年发行），Ranglin 担任了该曲的编曲并演奏吉他。他还参与了 Beckford 的其他曲目《Jack and Jill Shuffle》和《Shuffling Jug》的录制。

### 1960年代
1962年，詹姆斯·邦德系列电影《第一个任务》在牙买加拍摄，兰格林应卡洛斯·马尔科姆（当时是牙买加广播公司音乐总监）之邀，为电影中一些设定在牙买加的场景创作了配乐。兰格林还曾参与演奏许多早期普林斯·巴斯特的热门歌曲。的贝斯手，包括1963年的斯卡单曲《Wash Wash》——这一安排源于他与 Federal Records 的合约义务，该合约禁止他以署名吉他手的身份出现在未由该公司制作或授权的录音中。
1963年，Ranglin 为Millie Small演唱的《My Boy Lollipop》编曲并担任吉他演奏，当时她刚刚与 Blackwell 创立的 Island 唱片公司签约。《My Boy Lollipop》是由the Cadillacs的多声部合唱团成员 Robert Spencer 所创作，最初由 Barbie Gaye 于1956年录制。这首翻唱版本于1964年3月由 Island 授权 Fontana 发行后，成为全球热播的热门歌曲。
Ranglin 还受聘于Duke Reid，在其 Treasure Isle 唱片公司担任 A&R 代表，并在 Federal（该公司由Ken Khouri拥有与运营，他也录制并制作了 Ranglin 1965年的专辑《Guitar in Ernest》）以及 Gay Feet 唱片公司担任相同职务。在此期间，Ranglin 的个人专辑作品使他回归爵士根源，包括由 Island 发行的《Wranglin》（1964）与《Reflections》（1965）两张专辑。他还参与了 Federal 旗下子厂牌 Merritone 的相关工作。
1964年，Ranglin 与Blackwell一同前往伦敦，Blackwell 想询问 Ranglin 是否可以在罗尼·斯科特爵士俱乐部演出。起初，俱乐部的经理对此持保留态度，但最终同意让 Ranglin 与驻场乐队即兴演出。观众对他演出的热烈反应打消了经理的顾虑，Ranglin 随后被邀请成为该俱乐部的常驻吉他手。他在那儿待了九个月，为多位嘉宾艺人伴奏，并与 Ronnie Scott 四重奏与五重奏一同登台演出。
1964年，俱乐部录制了一场现场演出，并于1966年由 Fontana 唱片公司发行，名为《The Night Is Scott And You're So Swingable》。  Ranglin 在 Ronnie Scott 爵士俱乐部的驻场演出，让英国爵士乐听众开始关注他，《Melody Maker》杂志的读者更在1964年的“读者爵士乐调查”中将他评为吉他类第一名。
回到牙买加后，Ranglin 再次为 Federal 和 Coxsone 担任 A&R 及录音工作（他于1965年至1972年期间担任 Federal 的音乐总监）。他参与录制了The Wailers的单曲《It Hurts to Be Alone》，该曲最初由 Coxsone 唱片在牙买加发行，随后于1965年由 Island 唱片在英国发行。  Ranglin 还担任The Melodians的歌曲《Rivers of Babylon》的录音音乐总监。
在1960年代后期，Ranglin 与牙买加制作人Lee "Scratch" Perry及Clancy Eccles合作，这两人对雷鬼这一新音乐类型的发展与确立起到了关键作用。  Ranglin 参与了由 Eccles 制作的Eric "Monty" Morris的歌曲《Say What You're Saying》（1967）的录制，他曾表示这是最早采用雷鬼鼓点的唱片之一。

### 1970年代至今
1973年，Ranglin 因其对音乐的贡献被牙买加政府授予卓越勋章。  在这一时期，Ranglin 经常与 Monty Alexander 合作录制融合拉丁/加勒比风格的爵士，其中最著名的是1974年的专辑《Rass!》。Ranglin 还曾以音乐总监和吉他手的双重身份与Jimmy Cliff一起巡演，成果是1976年发行的现场专辑《In Concert: The Best of Jimmy Cliff》。
Ranglin 还是 Lee "Scratch" Perry 在 Black Ark Studios 为 The Congos 的1977年专辑《Heart of the Congos》录音期间的主音吉他手。 1982年，Ranglin 搬到佛罗里达州，在那里他继续录音，并抓住机会更频繁地在爵士音乐节上演出。  1991年，Ranglin 的外甥 Gary Crosby 组建了 Jazz Jamaica 乐团；Ranglin 与 Jazz Jamaica 于2009年10月在 Ronnie Scott’s 爵士俱乐部的周年音乐会系列中共同演出。
1998年，他与 Chris Blackwell 新成立的 Palm Pictures 唱片公司签约，并发行了专辑《In Search of the Lost Riddim》。 同年，他还与 Spearhead 合作演奏《I Got Plenty 'o Nuthin》，该曲收录于 Red Hot Organization 的合辑《Red Hot + Rhapsody》。
2006年，他成为纪录片《Roots Of Reggae: The Ernest Ranglin Story》的主角，该片由 Arthur Gorson 编剧并制作。
2008年，Ranglin 被牙买加资深艺人及其附属协会（JAVAA）引入牙买加音乐名人堂。
2015年11月，Ranglin 宣布将于2016年夏季告别巡演后正式退休。此次巡演邀请的音乐人包括 托尼·艾伦， 科特尼·派恩 ，艾拉·科尔曼谢赫·洛，亚历克斯·威尔逊。

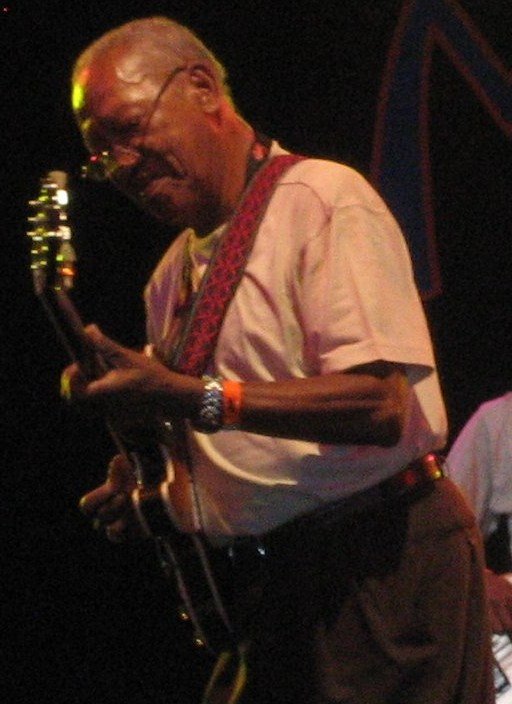
Ranglin 于2008年在英国的 WOMAD 演出

2021年，Ranglin 在牙买加第59周年独立纪念的国家荣誉授勋仪式上，被授予牙买加勋章以表彰其成就。

## 唱片目录[44]

### 作为主奏艺人
- 《兰格林》 Wranglin（Island，1964年）
- 《沉思》 Reflections（Island，1964年）
- 《欧内斯特的吉他》 Guitar in Ernest（RCA Victor，1965年）
- 《激动人心的兰格林》 The Exciting Ranglin（RCA Victor，1966年）
- 《摩登摩登兰格林》 A Mod a Mod Ranglin（Federal，1966年）
- 《兰格林呈献：黄道十二宫》 Ranglin Presents The Zodiacs（Federal，1966年）
- 《雷鬼老大》 Boss Reggae（FRM，1969年）
- 《灵魂中的厄尼·兰格林》 Mr. Ernie Ranglin with Soul（RCA，1969年）
- 《轻柔兰格林》 Softly with Ranglin（Twilight，1969年）
- 《兰格林加勒比》 Ranglypso（MPS，1976年）
- 《兰格林根源》 Ranglin Roots（Aquarius，1976年）
- 《蒙蒂·亚历山大 / 厄内斯特·兰格林》 Monty Alexander / Ernest Ranglin（MPS，1981年）
- 《从金斯敦到迈阿密》 From Kingston JA to Miami USA（Vista Sounds，1983年）
- 《朗姆葡萄干》 Rum Raisin（RRR，1985年）
- 《我们想要派对》 We Want to Party（Rooney，1989年）
- 《忠实的蓝调》 True Blue（Rooney，1989年）
- 《沉思的兰格林》 The Pensive Ranglin（Kinlin，1993年）
- 《随时间演奏》 Play the Time Away（Grove Music，1995年）
- 《低音线之下》 Below the Bassline（Island，1996年）
- 《向传奇致敬》 Tribute to a Legend（Kariang，1997年）
- 《麦克理发师的回忆》 Memories of Barber Mack（Island，1997年）
- 《灵魂的厄恩》 Soul D'Ern（Jazz House，1997年）
- 《寻找失落节奏》 In Search of the Lost Riddim（Palm Pictures，1998年）
- 《中午的E.B.》 E.B.@Noon（Tropic，1999年）
- 《现代解答古老问题》 Modern Answers to Old Problems（Telarc，2000年）
- 《抓住你了！》 Gotcha!（Telarc，2001年）
- 《亚历斯镇》 Alextown（Palm Pictures，2005年）
- 《冲浪》 Surfin（Tropic，2005年）
- 《卓越勋章》 Order of Distinction（Milk River Music，2009年）
- 《阿维拉呈献厄内斯特·兰格林》 Avila Featuring Ernest Ranglin（Avila Street，2012年）
- 《祝福》 Bless Up（Avila Street，2014年）
- 《牙买加爵士》 Jazz Jamaica（Federal，2014年）

- 《双色调》 Two Colors（未标明厂牌，2022年）

### 作为伴奏乐手
与蒙蒂·亚历山大（Monty Alexander）合作
- 《哎呀！》 Rass!（MPS，1974年）
- 《爱与阳光》 Love and Sunshine（MPS，1975年）
- 《蒙蒂再出击》 Monty Strikes Again（MPS，1976年）
- 《牙门托》 Jamento（Pablo，1978年）
- 《科比林博》 Cobilimbo（MPS，1978年）
- 《蒙蒂·亚历山大 - 厄内斯特·兰格林》 Monty Alexander – Ernest Ranglin（MPS，1981年）
- 《穿越重重河流》 Many Rivers to Cross（MELDAC，1995年）
- 《后院律动》 Yard Movement（Island，1996年）

- 《洛克斯泰迪》 Rocksteady（Telarc，2004年）

与弗洛伊德·劳埃德（Floyd Lloyd）合作
- 《撕裂舞台》 Tear It Up（Tropic，1997年）
- 《村庄灵魂》 Village Soul（Tropic，1997年）
- 《芒果布鲁斯》 Mango Blues（Tropic，1997年）
- 《我们的世界》 Our World（Tropic，1999年）
- 《信仰者》 Believer（Tropic，2002年）

- 《意志胜于一切》 Mind Over Matter（Tropic，2004年）

与邦尼·韦勒（Bunny Wailer）合作
- 《根源雷鬼摇滚者》 Roots Radics Rockers Reggae（Shanachie，1983年）
- 《关键！根源经典》 Crucial! Roots Classics（Shanachie，1994年）

- 《沟通》 Communication（Solomonic，2000年）

### 与其他艺人合作
- 加里·巴洛，《Sing》（Decca，2012年）
- 比尼·曼，《Art and Life》（Virgin，2000年）
- 肯·布斯，《Groove to the Beat》（Jamaican Gold，1999年）
- 劳埃德·布雷维特，《The Legendary Skatalites》（Jam Sounds，1976年）
- 塞德里克·布鲁克斯，《United Africa》（Water Lily，1978年）
- 丹尼斯·布朗，《Light My Fire》（Heartbeat，1994年）
- 吉米·巴菲特，《Take the Weather with You》（RCA，2006年）
- 吉米·克里夫，《Give Thankx》（华纳兄弟，1978年）
- 吉米·克里夫，《I Am the Living》（WEA，1980年）
- 刚果人 (The Congos)，《Heart of the Congos》（Black Art，1977年）
- 刚果人，《Congo Ashanti》（Congo Ashanty，1979年）
- 奥尔顿·埃利斯，《Alton Ellis Sings, the Heptones Harmonise》（Jet Star，1999年）
- 奥尔顿·埃利斯，《Soul of a Man》（All Tone，2003年）
- 乔治·费斯，《To Be a Lover》（Black Swan，1977年）
- 莎伦·福里斯特，《Red Rose》（Internal Affairs，1995年）
- 温斯顿·弗朗西斯，《Mr Fix It & California Dreaming》（Studio One，1998年）
- 厄尔·乔治，《Loving Something》（Hit，1978年）
- 角斗士，《Dreadlocks the Time Is Now》（Front Line，1990年）
- 角斗士，《Sweet So Till》（Front Line，1979年）
- 海普顿斯，《Dub Dictionary》（Trench Town，1999年）
- 约翰·霍尔特，《I Can't Get You Off My Mind》（Heartbeat，2006年）
- 基思·哈德森，《From One Extreme to Another》（Joint，1979年）
- 查理·亨特，《Earth Tones》（Green Streets，2005年）
- 温斯顿·贾勒特，《Wise Man》（Wambesi，1979年）
- 国王塔比，《Sound System International Dub LP》（Clan Disc，1976年）
- 伯纳·拉维利耶，《Clair-Obscur》（Barclay，1997年）
- 小罗伊 (Little Roy)，《Live On》（Tafari，1991年）
- 弗雷迪·麦凯，《Picture On the Wall》（Studio One，2017年）
- 杰基·米图，《Showcase》（Studio One，1980年）
- 李“天才”佩里，《The Super Ape Strikes Again》（Lost Ark Music，2015年）
- 王子巴斯特，《It's Burke's Law》（Blue Beat，1965年）
- 王子法瑞，《Megabit 25, 1922 Dub》（Tamoki-Wambesi-Dove，2004年）
- 马克斯·罗密欧，《Reconstruction》（Mango，1977年）
- 皇族乐团，《Moving On》（Kingdom，1981年）
- 罗尼·斯科特，《The Night Is Scott and You're So Swingable》（Fontana，1966年）
- 罗尼·斯科特，《When I Want Your Opinion, I'll Give It to You》（Jazz House，1997年）
- 斯卡塔莱茨，《Herb Dub Collie Dub》（Jigsaw，1976年）
- 米莉·斯莫尔，《My Boy Lollipop & Oh, Henry》（Island，1980年）
- 勒罗伊·斯马特，《Let Everyman Survive》（Hit，1980年）
- 厄尼·史密斯 (歌手)，《Smith, That Is》（London，1972年）
- 圣哲曼 (St Germain)，《Tourist》（Blue Note，2000年）
- 桑尼·斯蒂特，《Sonny's Blues》（Jazz House，1995年）
- 林肯·汤普森，《Natural Wild》（Vista Sounds，1983年）
- 安德烈·图桑，《André Toussaint》（Bahama，1965年）
- 小小少年 (Junior Tucker)，《It's a Small, Small World》（Top Ranking，1978年）
- 贾森·威尔逊 (音乐人)，《The Peacemaker's Chauffeur》（Wheel，2008年）
- Roots Architects，《From Then 'Til Now》（Fruits，2024年）